# 東急トランセ
株式会社東急トランセ（とうきゅうトランセ、TOKYU TRANSSÉS CORPORATION）は、かつて渋谷駅から代官山エリアへの循環路線（代官山循環線）や空港連絡バス、高速バスの運行、東急バスの一部路線の受託運行、貸切バスの運行を行っていたバス会社である。

## 概要
東急バスの100%子会社として、1998年（平成10年）4月8日に設立された。
2023年7月31日、親会社である東急バスが東急トランセを吸収する形で合併する契約が締結され、2024年4月1日付で存続会社である東急バスに吸収され、東急トランセは消滅することとなった。合併の理由として、近年バス輸送業界では乗務員の採用環境の悪化と共に、2024年4月1日改正予定の「バス運転者の改善基準告示」により、必要な乗務員数が増加することで人手不足が拡大し現在の輸送力を維持していく事が困難になることが予想されており（いわゆる「2024年問題」）、これらの課題に対応するため、組織を一本化することにより乗務員採用活動の強化、柔軟な乗務員配置等のバス輸送運営ならびに事業運営全体の効率化に寄与することを目的としている。
ただし、2024年4月1日以降も東急トランセの名称は、代官山循環線及び観光バスの商標として使用される。
トランセとは、“transport”（トランスポート：輸送する）という英語をフランス語風にアレンジした造語である（フランス語風に「TRANSSÉS」とアキュート・アクセント符号を付けて綴る）。

## 直営路線

### 代官山循環線

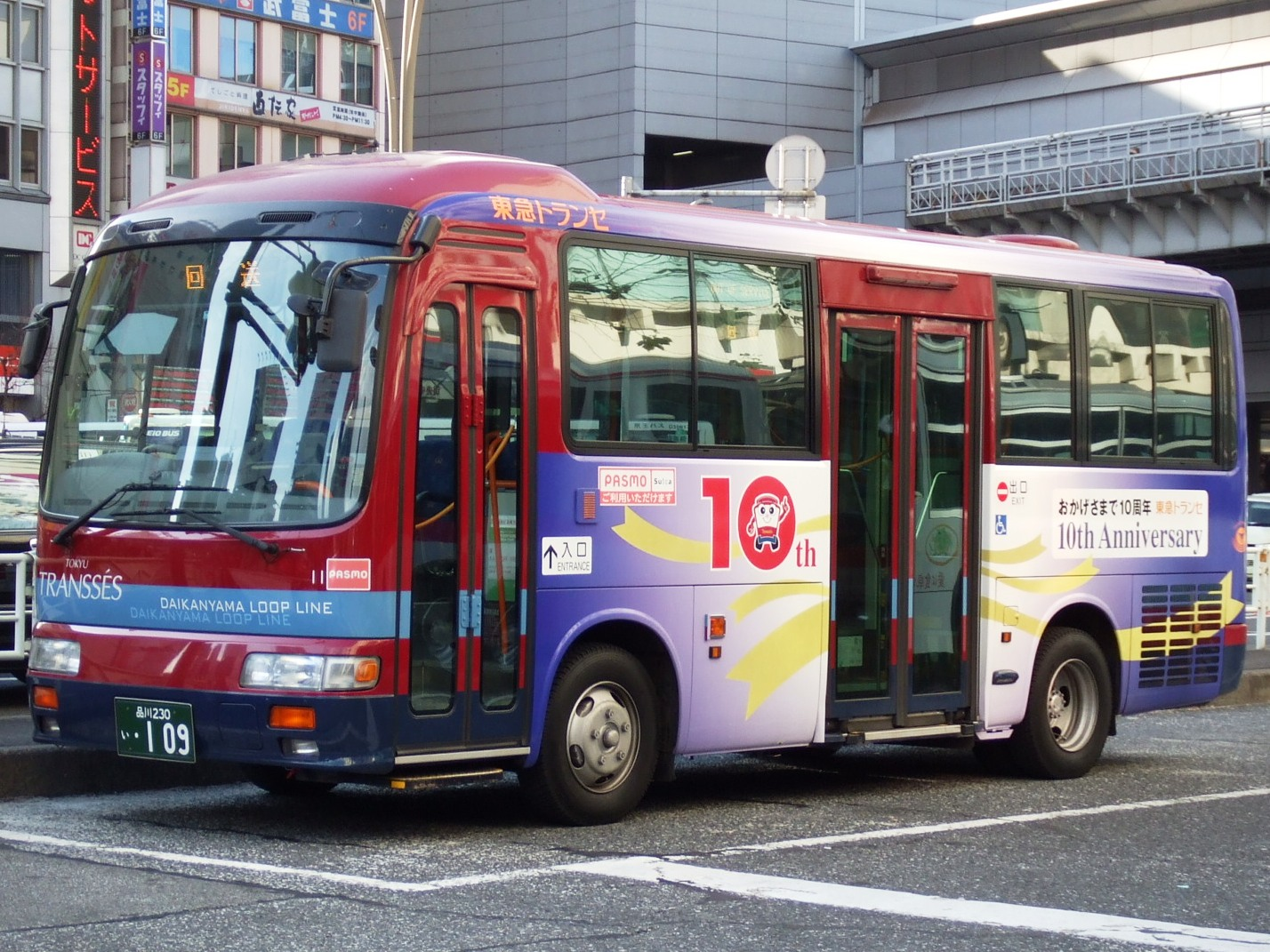
東急トランセ10周年記念ラッピングバス
代官山循環線専用車、日野・リエッセ
（下馬営業所所属、SI7811）

- 渋谷駅西口→南平台町→伊太利屋本社前→青葉台二丁目→伊太利屋本社前→代官山駅入口→猿楽町→渋谷駅西口
  - 渋谷駅西口→南平台町→伊太利屋本社前→代官山駅入口→猿楽町→渋谷駅西口
  - 渋谷駅西口→南平台町→伊太利屋本社前→青葉台二丁目

1998年7月28日運行開始。東急トランセの直営路線である。担当は下馬営業所。
代官山循環線は、渋谷駅西口から南平台町、旧山手通り、東急東横線代官山駅入口、猿楽町を経て渋谷駅に戻る循環路線。通常ルートの途中に、目黒区青葉台地区を通るフリー降車区間があるのが特徴である。
系統番号の表示はなく、方向幕には「渋谷駅　代官山」と、その間に循環路線であることを示す丸い矢印のマークが表示されている。
始発以降の数便は青葉台二丁目を通らず、渋谷発20時10分以降のバスは青葉台二丁目止まりである。運行時間は8時 - 20時30分（渋谷駅停留所発）で、6 - 15分間隔と本数は多い。
東急バスがワンランク上のバスサービスを目指した東急コーチに続くものとして、新会社として発足した東急トランセの新しいバスサービスとなるべく様々な工夫が凝らされた。その一環として専用カラーのバリアフリー車両での運行、専属女性運転士によるきめ細かなマイクアナウンスと接遇サービス、独自の専用交通ICカード「トランセカード」（後述）が導入された。
東急コーチに続きデマンドバス方式を採用し、運行開始当初は青葉台二丁目停留所でデマンド運行を行っていた。その後、2011年6月1日より早朝以外の全便が経由するようになり、同日よりバスナビゲーションシステムが導入された。
代官山循環線のバス運転士（同社では独自の呼称として「サービスプロバイダー」を使用）は運行開始以来、専属運転士として女性のみが採用され、当初は代官山循環線専用デザインの女子用制服も存在した。制帽にリボンがあしらわれ、スラックスの他にキュロットスカートの制服も用意されていた。2014年からは男性運転士も担当している。また現在は代官山循環線専用の女子制服は廃止され、女性運転士の制服は東急トランセと共通のものになっている。

#### 路線沿革
- 1998年（平成10年）
  - 4月8日 - 東急トランセ設立[6]。
  - 7月28日 - 東急トランセ直営路線として、代官山循環線を運行開始[6]。
    - 初代専用車両の三菱・ローザ4台（SI7801～7803・7805）で運行開始。
    - 専属運転士として女性のみを新規採用。
    - デマンドバス方式を採用し、青葉台二丁目でデマンド運行を行う。
    - 専用バスカードとして非接触式ICカード「トランセカード」を発行。

  - 11月 - 三菱・ローザ1台（SI7806）を増車。
- 2006年（平成18年）
  - 7月28日 - 2代目車両として日野・リエッセを5台（SI7811 - 7815）を導入。運行開始時に導入された初代ローザ4台を代替。
- 2007年（平成19年）
  - 8月23日 - トランセカードを廃止。代替として磁気式「代官山循環線専用バスカード」を発行。
  - 8月24日 - PASMOを導入、Suicaも利用可能となる。
- 2008年（平成20年）
  - 11月 - 日野・リエッセ（SI7816）1台を増車。予備車として残っていたローザ（SI7806）を代替。
- 2015年（平成27年）
  - 4月1日 - 運賃制度リニューアル[8][9]。
    - 磁気式「代官山循環線専用バスカード」販売終了（3月31日）[10]。
    - 「複数人数割引」「日曜祝祭日割引」を廃止（3月31日）。
    - 東急バス一日乗車券が利用可能となる。
    - 代官山循環線専用回数券を発売。

  - 9月30日 - 磁気式「代官山循環線専用バスカード」利用終了[10]
- 2017年（平成29年）
  - 11月 - 3代目車両として、日野・ポンチョ（SI6701 - 6702）を導入。
- 2018年（平成30年）
  - 3月 - 日野・ポンチョ（SI6703 - 6704）を導入、リエッセ（SI7811 - 7814）を代替。
  - 9月 - 日野・ポンチョ（SI6805）を導入、リエッセ（SI7815）を代替。
- 2019年（令和元年）
  - 10月1日 - 消費税率10%へ増税に伴い運賃改定、大人160円に値上げ。専用回数券の券種を変更。

#### 運賃・乗車券類

##### 運賃・割引制度
運賃は、大人160円（IC運賃157円）、小児80円（IC運賃79円）。運行開始以来、大人150円、小児80円であったが、2019年10月1日の消費税率10%への増税に伴い、東急バスの一般路線・高速路線とともに運賃改定された。
PASMO・Suica、東急バスIC一日乗車券も利用できる。ただしバス利用特典サービスは適用されない。各種障害者手帳提示により障害者割引も適用される。
2015年4月1日、代官山循環線の運賃制度がリニューアルされた。これにより、東急バスIC一日乗車券（大人510円・小児260円）の利用が可能になった。また、従来は代官山循環線独自の割引制度として「複数人数割引」「日曜祝祭日割引」が存在したが、リニューアルに伴い同年3月31日をもってこれらの割引制度は廃止された。「複数人数割引」では、大人運賃は2人目以降100円となり、「日曜祝祭日割引」では日曜・祝日に限り大人100円、小児50円となった（小児運賃割引はのち廃止）。割引運賃が適用される日曜・祝日には、車両前面と前扉付近にマグネットステッカーが貼付されていた。

##### 専用回数券
2015年4月1日の運賃制度リニューアルに伴い、紙式の代官山循環線専用回数券が発売された。販売金額は1,000円で、運賃改定前は大人用150円券×7枚綴り、小児用80円券×13枚綴り+10円券×1枚綴りであった。当初の販売場所は、東急バス下馬営業所、東急バス渋谷案内所（渋谷駅西口）のみで、バス車内での販売はなかったが、その後はバス車内でも販売されている。
2019年10月1日の運賃改定により、販売金額は1,000円のまま、券種が大人用160円券×7枚綴り、小児用80円券×14枚綴りに変更された。運賃値上げに対応し回数券の割引率がアップされている。

##### トランセカード
代官山循環線専用のバスカードとして、運行開始時から独自の非接触式ICカード「トランセカード」を採用していた。この「トランセカード」は、日本初のFeliCa搭載交通系ICカードである点が特筆される。
2007年8月24日からはPASMOを導入し、専用「トランセカード」は前日の8月23日をもって利用終了した。PASMO導入と同時に首都圏ICカード相互利用サービスによりSuicaも利用可能となった。なお、バス共通カードはPASMOへの移行時も利用できなかった。
廃止されたトランセカードの代替として、磁気式の「代官山循環線専用バスカード」を発行していたが、2015年4月1日の運賃制度リニューアルに伴い、同年3月31日付で販売終了、同年9月30日で利用終了した。

#### 車両
代官山地区の狭隘な道路環境に合わせ、小型バスを使用している。1998年には、後部に車椅子用のリフトを備えたマイクロバスの三菱・ローザが5台導入された。
その後に乗客が増加し、乗降口が1扉で乗降に時間がかかること、多客時には積み残しも発生したことから、8年後の2006年7月28日より、新たに2扉で乗降が便利な小型バスの日野・リエッセ（ステップリフトバス）を5台導入し、乗降口を前扉と中扉に分割した。中扉のステップ内蔵リフトで車椅子での乗降も可能である。リエッセへの置き換えにより、それまで使用されていたローザは予備車となり、2007年3月頃まで数回使用されたのち教習車に格下げされた。2008年にはさらに1台リエッセを導入し、ローザは全車除籍されている。
なお、初代車両のローザは地方事業者へ移籍したものもあり、元東急グループの函館バスへ移籍した車両（3532号車）は、塗色をそのままに車体の文字だけ変えており、2009年に北海道函館市が試験運行した西部地区コミュニティバス「おでかけバス」の車両として使用された。
2017年より、3代目車両として日野・ポンチョ（2ドアロングボディ）が導入された。2020年10月現在、2006年に5台導入されたリエッセはポンチョに代替され、2008年式のリエッセが1台予備車として残っている。ポンチョはノンステップバスのためリフトは装備せず、車椅子の乗降時はスロープ板を使用する。
専用塗装は、代官山の街の景観に似合うシックなワインレッドを基調に、車体の裾に紺色をあしらい、ローザには金色で「TOKYU TRANSSÉS」の手書き風ロゴ、リエッセには白抜きのトランセロゴと、水色のラインに「DAIKANYAMA LOOP LINE」のロゴが入る。ポンチョにもリエッセとほぼ同様のカラーリングが引き継がれている。バス停留所やシートモケットには専用車両を擬人化したキャラクターが描かれている。
社番（車両番号）は、東急バス下馬営業所を表す「SI」に続き7800番台の番号を用い、SI7801から導入順に連番。ローザは7801 - 7806（7804は欠番）、リエッセは7811 - 7816となっている。ポンチョ導入後は社番の付番が変更され、2017年式の車両は6701 - 6704、2018年式の車両は6801となっている。
なお、2代目車両のリエッセは除籍後に地方のバス事業者へ移籍し、塗色をほぼそのままに車体の文字だけ変えて使用されている。2018年4月に元東急グループの草軽交通へ2台移籍し、軽井沢駅南口と旧軽井沢銀座を結ぶ「旧軽井沢銀座シャトルバス」で使用されている（同路線では元東急コーチ車の三菱ふそう・エアロミディMKもほぼ塗装を変えずに使用されている）。
また、同2018年10月には沿岸バスへ1台移籍し、同社の本社所在地である北海道羽幌町のコミュニティバス「羽幌町内循環バスほっと号」で11月より使用が開始された。こちらも塗色はほぼ変えず寒冷地仕様に改造の上、同社のオリジナルキャラクター「萌えっ子」のラッピングを施されている。

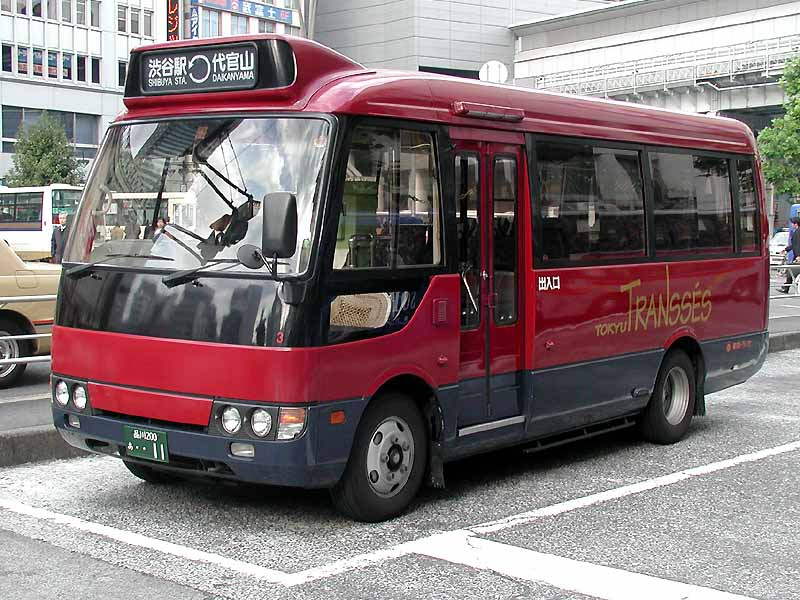
代官山循環線開業時に導入された三菱ふそう・ローザ（SI7803）
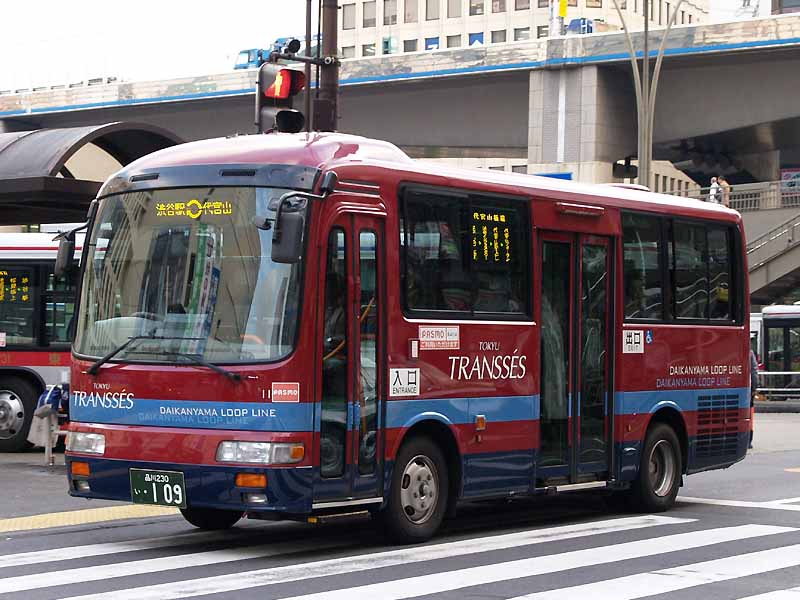
2代目の車両（日野・リエッセ SI7811）
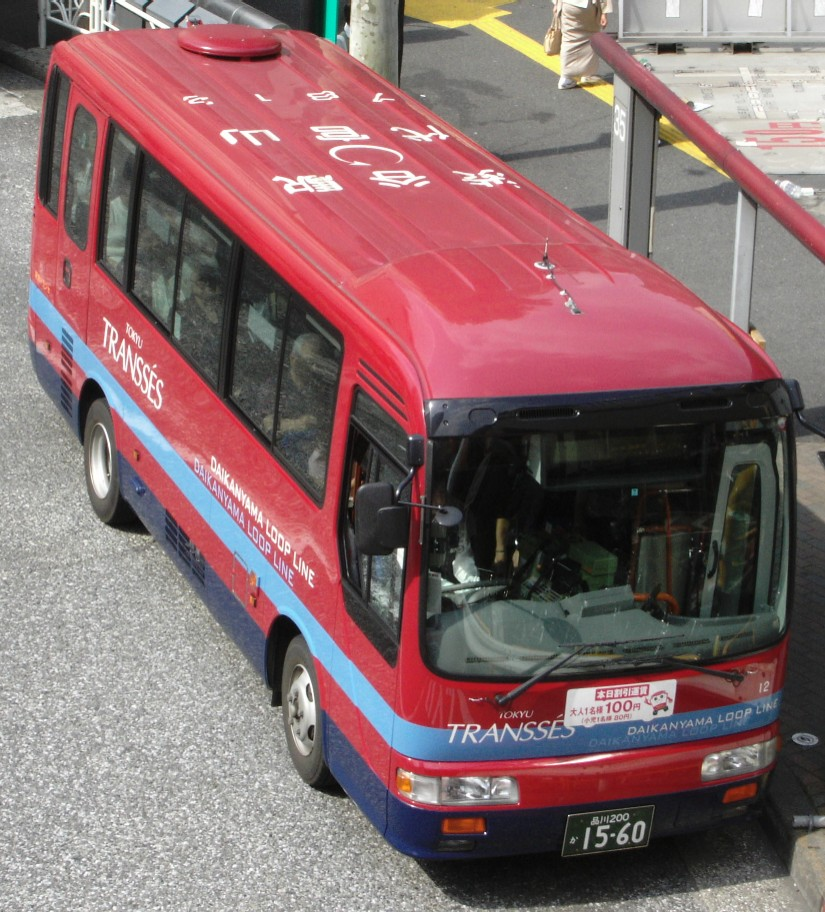
代官山循環線の車両には、屋根上にも方向幕と同様の表記がされている（SI7812）
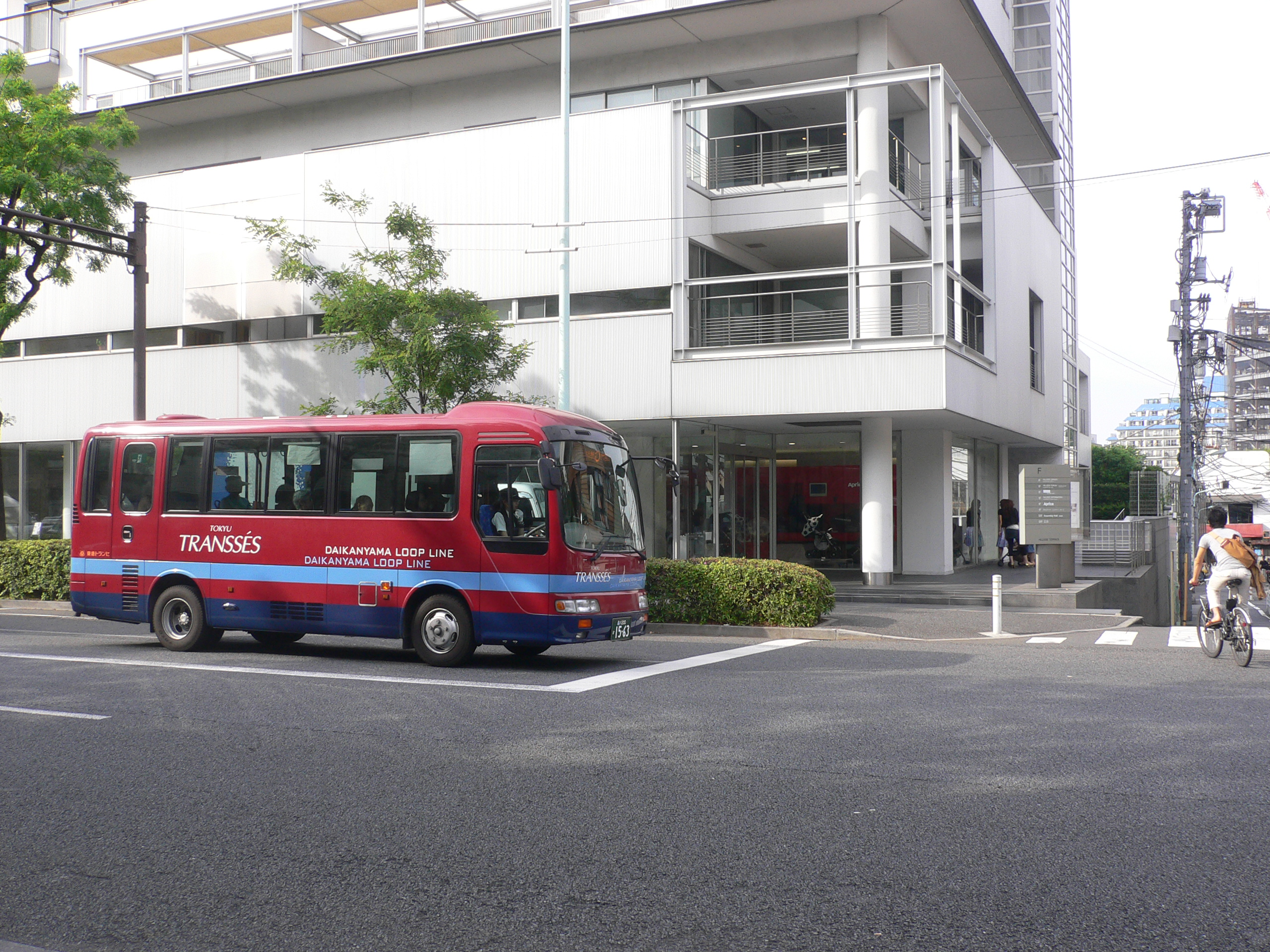
代官山の街を走るワインレッドの専用車両（SI7815）

### 空港連絡バス
全て下馬営業所の管轄である。

#### 渋谷羽田空港線
- 渋谷マークシティ → 渋谷駅（渋谷フクラス） → セルリアンタワー東急ホテル → 羽田空港第2ターミナル → 羽田空港第1ターミナル → 羽田空港第3ターミナル
- 渋谷マークシティ ← セルリアンタワー東急ホテル ← 渋谷駅（渋谷フクラス） ← 羽田空港第1ターミナル ← 羽田空港第2ターミナル ← 羽田空港第3ターミナル
- 渋谷マークシティ ← セルリアンタワー東急ホテル ← 渋谷駅西口 ← 羽田空港第1ターミナル ← 羽田空港第2ターミナル ← 羽田空港第3ターミナル
- 【運休中】（深夜・早朝アクセスバス）二子玉川ライズ・楽天クリムゾンハウス ← 二子玉川駅 ← 渋谷マークシティ ← セルリアンタワー東急ホテル ← 渋谷駅西口 ← 六本木ヒルズ ← 羽田空港第3ターミナル

京浜急行バス・東京空港交通と共同運行。2000年7月19日運行開始。一部の便は、羽田空港第1・第2ターミナルや渋谷駅西口を通過する。二子玉川・渋谷・六本木発の羽田方面行は京浜急行バスが担当する。また、早朝・深夜便アクセスバスは通常便と運賃が異なる。
2014年9月1日のダイヤ改正で弦巻営業所から下馬営業所へ移管。2015年4月1日より羽田空港の深夜早朝アクセスバスとして、六本木ヒルズへの乗り入れる系統を新設。なお、深夜早朝便は二子玉川まで運行する。2016年7月13日より東急トランセ直営に変更。

#### 二子玉川羽田空港線
- 二子玉川ライズ・楽天クリムゾンハウス → 羽田空港第2ターミナル → 羽田空港第1ターミナル → 羽田空港第3ターミナル
- 二子玉川ライズ・楽天クリムゾンハウス  ← 二子玉川駅 ← 羽田空港第1ターミナル ← 羽田空港第2ターミナル ← 羽田空港第3ターミナル

京浜急行バスと共同運行。2009年4月24日運行開始。2014年9月1日のダイヤ改正で弦巻営業所から下馬営業所へ移管。2016年7月13日より東急トランセ直営に変更。2019年10月1日より二子玉川駅バス停が、羽田空港発の降車専用バス停となる。

#### 大崎羽田空港線
- 大崎駅西口 → 大井町駅 → 品川シーサイド駅 → 羽田空港第2ターミナル → 羽田空港第1ターミナル → 羽田空港第3ターミナル
- 大崎駅西口 ← 大井町駅 ← 品川シーサイド駅 ← 羽田空港第1ターミナル ← 羽田空港第2ターミナル ← 羽田空港第3ターミナル
- 大崎駅西口 → 大井町駅 → 羽田空港第2ターミナル → 羽田空港第1ターミナル → 羽田空港第3ターミナル
- 大崎駅西口 ← 大井町駅 ← 羽田空港第1ターミナル ← 羽田空港第2ターミナル ← 羽田空港第3ターミナル
- 大井町駅 → 品川シーサイド駅 → 羽田空港第2ターミナル → 羽田空港第1ターミナル → 羽田空港第3ターミナル
- 大井町駅 ← 品川シーサイド駅 ← 羽田空港第1ターミナル ← 羽田空港第2ターミナル ← 羽田空港第3ターミナル
- 大井町駅 → 羽田空港第2ターミナル → 羽田空港第1ターミナル → 羽田空港第3ターミナル
- 大井町駅 ← 羽田空港第1ターミナル ← 羽田空港第2ターミナル ← 羽田空港第3ターミナル

京浜急行バスと共同運行。2016年12月17日運行開始。本数全体の約3分の2が大井町駅発着系統で、大崎駅西口・大井町駅両発着系統とも一部の便は品川シーサイド駅を通過する。東急バス公式サイトには48人乗り補助席付き・トイレ無車両で運行する旨が記載されているが、東急トランセ担当便に関しては、42人乗り補助席付き・トイレ有車両で運行することがある。
運行開始時当初は大崎駅 - 羽田空港間を直通運行していたが、2020年9月1日から京浜急行バス単独運行だった大井町駅・品川シーサイド駅 - 羽田空港線と路線統合し、現在の運行形態に変更されるとともに、大井町駅発着の系統が新設されたため大幅な増便となった。

#### 新宿羽田空港線

東急歌舞伎町タワー発着便専用車（3851号車）

- 東急歌舞伎町タワー → 羽田空港第2ターミナル → 羽田空港第1ターミナル → 羽田空港第3ターミナル
- 東急歌舞伎町タワー ← 羽田空港第1ターミナル ← 羽田空港第2ターミナル ← 羽田空港第3ターミナル

東京空港交通と共同運行。2023年4月14日運行開始。

#### 新宿成田空港線
- 東急歌舞伎町タワー → 成田空港第3ターミナル → 成田空港第2ターミナル → 成田空港第1ターミナル
- 東急歌舞伎町タワー ← 成田空港第1ターミナル ← 成田空港第2ターミナル ← 成田空港第3ターミナル

東京空港交通と共同運行。2023年4月14日運行開始。東急トランセとしては初めての成田空港乗り入れ路線となった。（当路線の開設以前、東急バスグループで運行している成田空港発着路線はすべて東急バス直営路線（新羽営業所所管）となっていた）

### 高速バス

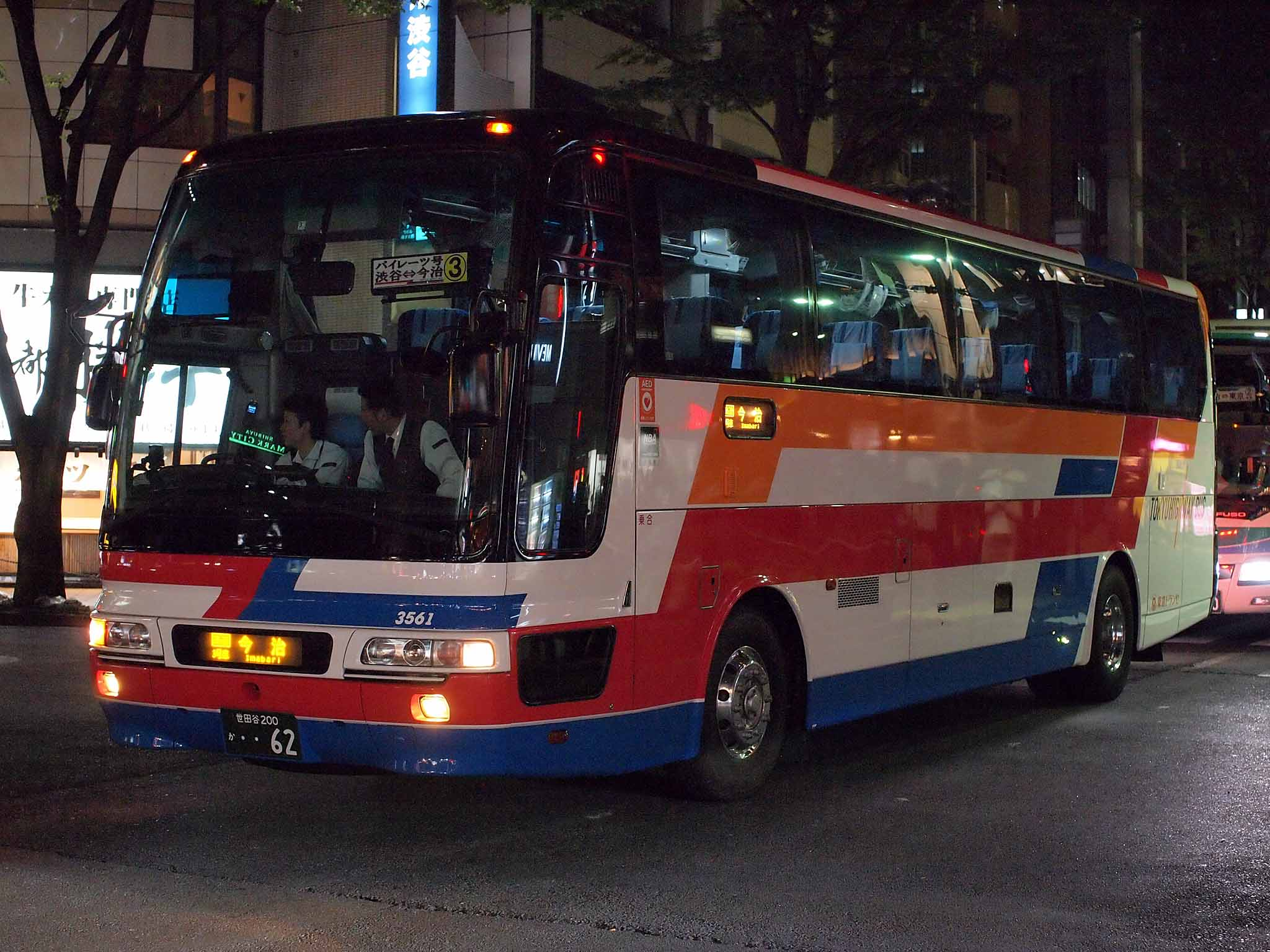
パイレーツ号の移管にあたり京浜急行バスから譲り受けたエアロクイーンI。塗装は貸切車のアレンジ
（下馬営業所所属、SI3561）

全て下馬営業所の管轄である。

#### 昼行高速バス

##### 高速渋谷河口湖線

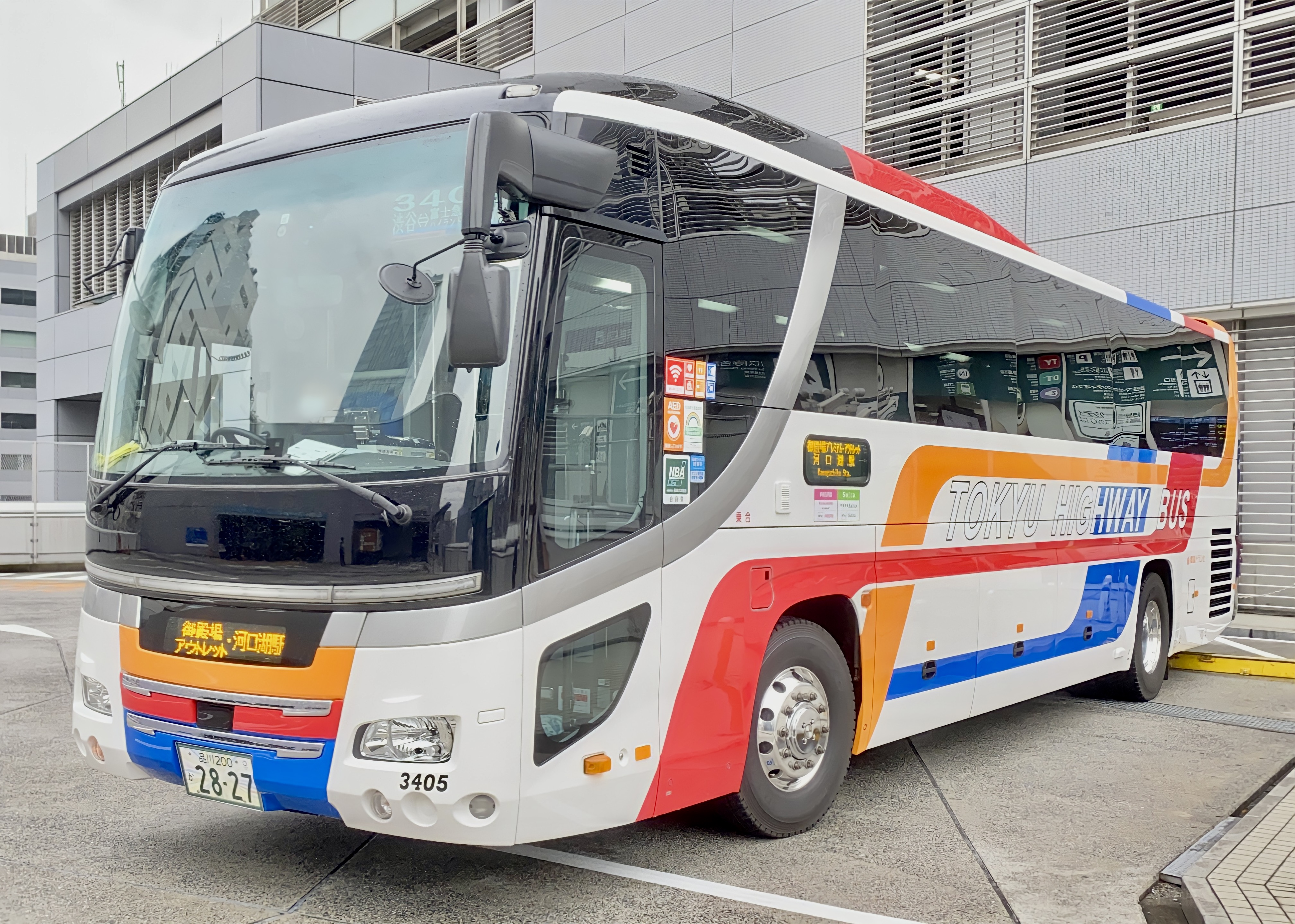
御殿場プレミアム・アウトレット経由河口湖駅行きとなる3405号車

- 渋谷駅（マークシティ） → （東名高速道路） → 御殿場市立図書館前[27] → 富士学校前[28] → 富士急ハイランド → 河口湖駅 → 富士山駅
- 渋谷駅（マークシティ） → （東名高速道路） → 御殿場市立図書館前[27] → 富士学校前[28] → 富士急ハイランド → 河口湖駅
- 渋谷駅（マークシティ） → 二子玉川ライズ・楽天クリムゾンハウス → （東名高速道路） → 御殿場プレミアム・アウトレット → 富士学校前 → 富士急ハイランド → 河口湖駅
- 渋谷駅（マークシティ） → 二子玉川ライズ・楽天クリムゾンハウス → （東名高速道路） → 富士急ハイランド → 河口湖駅
- 渋谷駅（マークシティ） → （東名高速道路） → 富士急ハイランド → 河口湖駅
- 渋谷駅（マークシティ） ← （東名高速道路） ← 御殿場市立図書館前 ← 富士学校前 ← 富士急ハイランド ← 河口湖駅 ← 富士山駅
- 渋谷駅（マークシティ） ← （東名高速道路） ← 御殿場市立図書館前 ← 富士学校前 ← 富士急ハイランド → 河口湖駅
- 渋谷駅（マークシティ） ← 二子玉川駅 ← （東名高速道路） ← 御殿場プレミアム・アウトレット ← 富士学校前 ← 富士急ハイランド ← 河口湖駅
- 渋谷駅（マークシティ） ← 二子玉川駅 ← （東名高速道路）  ← 富士学校前 ← 富士急ハイランド ← 河口湖駅

《京王バス・フジエクスプレス・富士急バスと共同運行》
- - 2014年12月19日運行開始[29]。
  - 2016年7月1日全便が富士学校前停留所に停車[28]。
  - 2022年4月1日、御殿場プレミアム・アウトレット経由便運行開始。

##### 幕張メッセ - 渋谷線
- 幕張メッセ中央 - （東関東自動車道）  - （首都高速道路） - 渋谷駅（マークシティ）

《京王バス・京成バス・京成トランジットバスと共同運行》
幕張メッセでのイベント開催時に渋谷駅行きのみ運行。過去にはちばシティバスが運行したこともあった。

##### 高速渋谷相良線
- 渋谷駅（マークシティ） ⇔ （東名高速道路）⇔ （東名御殿場） ⇔ 仮宿 - 藤枝駅南口 - 井口堺 - （富士山静岡空港） - 静波海岸入口 - 相良営業所

《しずてつジャストラインと共同運行》
- - 2016年12月16日運行開始[32][33]。

##### 高速渋谷草津線
- 二子玉川ライズ・楽天クリムゾンハウス - 渋谷駅（マークシティ） - 中野坂上駅 ⇔ （関越自動車道） ⇔ （上信越自動車道）軽井沢72ゴルフ - 軽井沢プリンスホテル・ウエスト - 軽井沢駅 - 東急ハーヴェストクラブ旧軽井沢 - 北軽井沢 - 草津温泉バスターミナル - 草津温泉ホテル櫻井
- 渋谷駅（マークシティ） - 中野坂上駅 ⇔ （関越自動車道） ⇔ （上信越自動車道）軽井沢72ゴルフ - 軽井沢プリンスホテル・ウエスト - 軽井沢駅 - 東急ハーヴェストクラブ旧軽井沢 - 北軽井沢 - 草津温泉バスターミナル - 草津温泉ホテル櫻井

《京王バス・西武バス・上田バスと共同運行》
- - 2017年3月16日運行開始[34]。
  - 2018年12月14日にダイヤ改正、季節ごとにダイヤを設定[35]。
  - 2019年2月1日より一部便をたまプラーザ駅または二子玉川ライズ・楽天クリムゾンハウスまで延伸[36]。
  - 2022年11月1日 ダイヤ改正。たまプラーザ駅での乗降取り扱いを終了する[37]
  - 2022年12月1日 新たに中野坂上駅を経由する[38]。

##### 高速渋谷木更津線
- 渋谷駅（マークシティ） ⇔ （首都高速道路） ⇔ （東京湾アクアライン） ⇔ 袖ケ浦バスターミナル - 木更津駅西口

《京王バス・小湊鉄道と共同運行》
- - 2018年7月10日運行開始[39]。

##### 渋谷 - 三井アウトレットパーク木更津線
- 渋谷駅（マークシティ） ⇔ （首都高速道路） ⇔ （東京湾アクアライン） ⇔ 三井アウトレットパーク 木更津

《京王バス・小湊鉄道と共同運行》
- - 2019年8月1日運行開始[40]。

##### 高速渋谷鴨川線（シーバレー号）
- 渋谷駅（マークシティ） ⇔ （首都高速道路） ⇔ （東京湾アクアライン） ⇔ 木更津金田バスターミナル - 木更津中郷 - かずさアーク - クルックフィールズ入口 - 君津ふるさと物産館 - 安房鴨川駅 - 鴨川シーワールド - 亀田病院

《日東交通と共同運行》
- - 2018年10月1日 - 日東交通・鴨川日東バスの2社が先行して運行開始[41]。
  - 2019年3月1日 - 東急トランセが運行に参入[42]。二子玉川へ延伸。
  - 2020年
    - 4月6日 - 新型コロナウイルス感染拡大の影響により、当面の間運休。
    - 7月23日 - 急行便4往復のみの臨時ダイヤで運行再開。普通便のみ停車していた停留所と二子玉川地区の停留所を廃止。
    - 10月1日 - 感染再拡大のため、当面の間運休。

久留里駅前を経由する各駅停車と、クルックフィールズ入口を経由する急行の2系統を運行。2019年8月1日より急行系統がクルックフィールズ入口に停車開始。2020年7月23日から二子玉川ライズ・楽天クリムゾンハウス、富崎神社、小櫃駅前、俵田、久留里駅前、久留里城三の丸跡、平山、松丘、笹停留所を廃止。
木更津金田バスターミナルは渋谷・安房鴨川の両方向に対し乗降可能だが、土休日の一部の便は停車しない。安房鴨川駅 - 亀田病院間はゴールデンウィークは運行しない。

#### 夜行高速バス

##### 高速渋谷今治線（パイレーツ号）
- 渋谷駅（マークシティ） - 二子玉川ライズ・楽天クリムゾンハウス ⇔ 三島川之江IC・新居浜営業所 - 西条登道 - 壬生川駅前 -  今治駅前 - 今治桟橋

《瀬戸内運輸と共同運行》
- - 2016年4月15日運行開始[46]。

1998年まで東急バスが運行していた「ミルキーウェイ」撤退以来、東急バスグループとしては18年ぶりの夜行路線である。 
元は京浜急行バスと瀬戸内運輸が共同運行していた路線で、東京側は品川バスターミナル発着で浜松町バスターミナルを経由していたが、東急トランセ参入と同時に現在のルートとなった。京急は2015年9月30日に運行から撤退した後、2016年4月14日まで東京側での予約業務を継続していた。2018年10月1日より今治駅前への乗り入れ開始、今治国際ホテルの停車を廃止。 

##### 高速渋谷上高地線（さわやか信州号）
- 渋谷駅（マークシティ） - 二子玉川ライズ・楽天クリムゾンハウス ⇔ 新島々駅 - 安曇支所前 - さわんどバスターミナル - 中の湯 - 大正池 - 帝国ホテル前 - 上高地バスターミナル

《京王バス・アルピコ交通と共同運行》
- - 2016年7月29日運行開始[49]

季節運行路線。上高地発はさわんど・新島々駅のみ停車。

##### 直通高速乗合バス「東京・渋谷・新宿・池袋～立山（室堂）」線

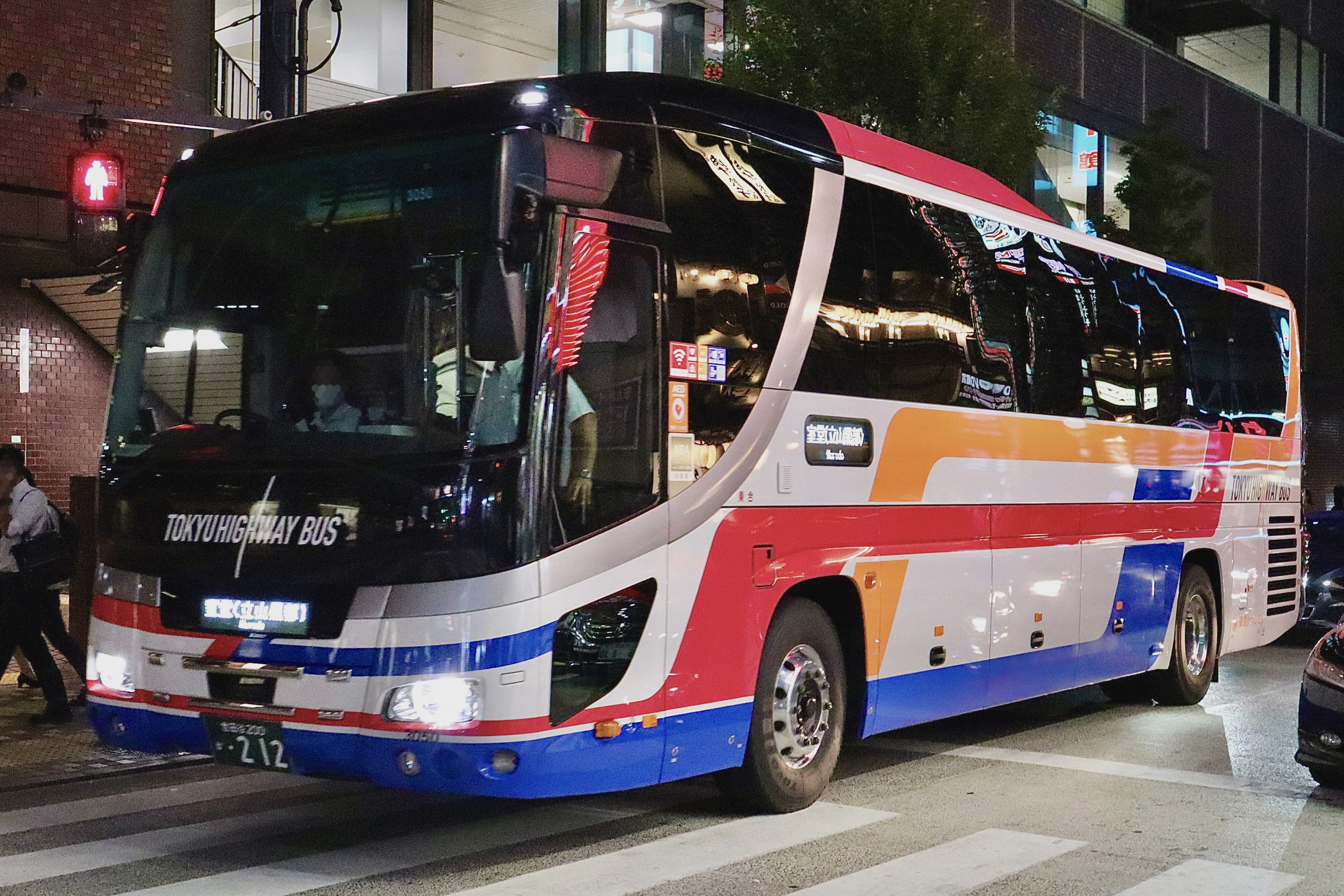
立山室堂行きとなる3050号車

- 東京駅南口（丸の内口） - 渋谷駅（フクラス9番） - 東急歌舞伎町タワー - 池袋駅東口 ⇔ 弥陀ヶ原 - 天狗平 - 室堂

《西武観光バス・富山地方鉄道と共同運行》
- - 2023年7月14日運行開始

夏季期間運行路線。上りは昼行便。1往復を3社で順番で運行。

#### 廃止・移管路線

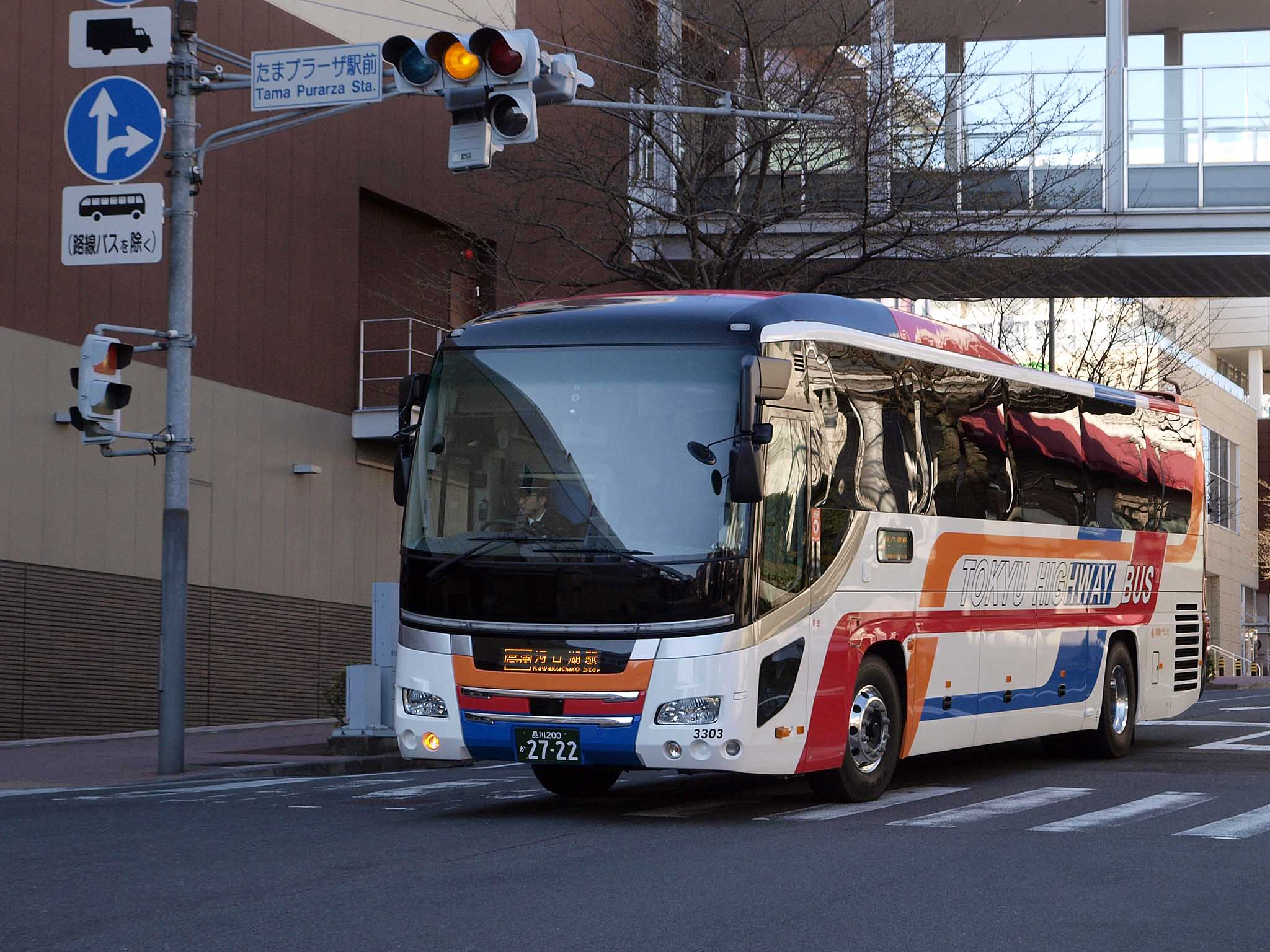
センター北 - 河口湖線（瀬田 S3303、日野・セレガ）

センター北駅・たまプラーザ駅 - 富士急ハイランド・富士山河口湖線
- センター北駅 - たまプラーザ駅 - （東名高速道路） - 富士急ハイランド - 河口湖駅 - 富士山五合目

富士急湘南バスと共同運行。2014年3月1日運行開始。2015年7月11日より夏季期間限定で富士山五合目まで延長。2016年10月1日東急バス新羽営業所に移管。
センター北駅・たまプラーザ駅 - 御殿場プレミアム・アウトレット線
- センター北駅 - たまプラーザ駅 - （東名高速道路） - 御殿場プレミアム・アウトレット

富士急湘南バスと共同運行。2014年3月1日運行開始。2016年10月1日東急バス新羽営業所に運行移管。
センター北駅・たまプラーザ駅 - スノータウンイエティ・ぐりんぱ線
- センター北駅 - たまプラーザ駅 - （東名高速道路） - スノータウンイエティ - ぐりんぱ

富士急湘南バスと共同運行。2014年12月1日より季節限定で運行開始。2016年12月3日時点で東急バス新羽営業所での運行に変更。
たまプラーザ駅・二子玉川・渋谷 - 軽井沢・北軽井沢・草津温泉線
- たまプラーザ駅・二子玉川ライズ・楽天クリムゾンハウス - 渋谷駅（マークシティ） - （首都高速道路） - （関越自動車道） - （上信越自動車道） - 軽井沢駅 - 東急ハーヴェストクラブ旧軽井沢 - 北軽井沢 - 草津温泉バスターミナル - 草津温泉ホテル櫻井

《京王バス・西武バス・上田バスと共同運行》
- - 2017年3月16日運行開始[34]。
  - 2018年12月14日にダイヤ改正、季節ごとにダイヤを設定[35]。
  - 2019年2月1日より一部便をたまプラーザ駅または二子玉川ライズ・楽天クリムゾンハウスまで延伸[36]。
  - 2022年11月1日 ダイヤ改正。たまプラーザ駅での乗降取り扱いを終了する[37]、路線再編し、同日付で、たまプラーザ駅発着は東急バス新羽営業所所管の新路線に変わった。

#### 車両
昼行車両は日野・セレガ（トイレ付）が6台就役し、貸切車と同じ東急マーキュリーカラー（白地に青・赤・橙の3色帯）で「TOKYU HIGHWAY BUS」のロゴが入る。塗り分けは貸切車の塗装をアレンジしたもの。
夜行車両はセレガに加えて京浜急行バスから移籍した三菱ふそう・エアロクイーン（KL-MS86MP）が2台（SI3560・3561）就役し、セレガと同じくマーキュリーカラーで「TOKYU HIGHWAY BUS」のロゴがリアオーバーハング部に入る。
車番は3000番台が付与され、2014年5月31日までは瀬田営業所が担当していたが、2014年6月1日からは下馬営業所に移管された。
2018年9月からいすゞガーラHD 3850が登場し、MS8クイーン3560号車を除籍した。なお、12月からパイレーツ号として運用している。残るMS8クイーンは3561号車のみとなった。

### 定期観光バス

#### VISIT SHIBUYA号

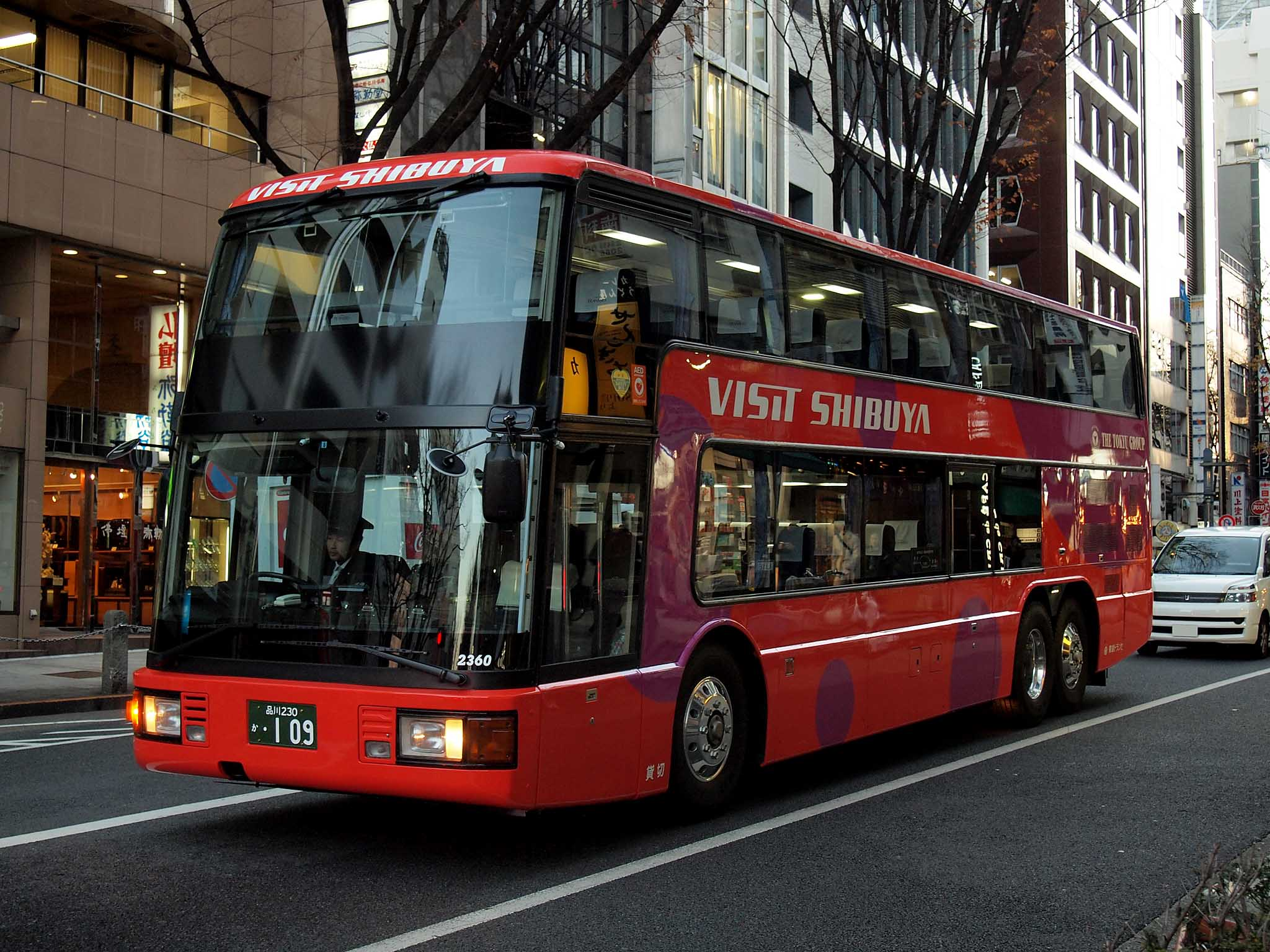
VISIT SHIBUYA号
三菱ふそう・エアロキング（U-MU525TA改）

かつて運行されていた、赤坂のザ・キャピトルホテル東急と渋谷マークシティを結ぶ定期観光バス。京阪バスの京都定期観光バス「グランパノラマ」として活躍した三菱ふそう・エアロキングを中古購入して使用していた。点検時は通常の観光バス車両で運行された。

#### SHIBUYA STREET RIDE

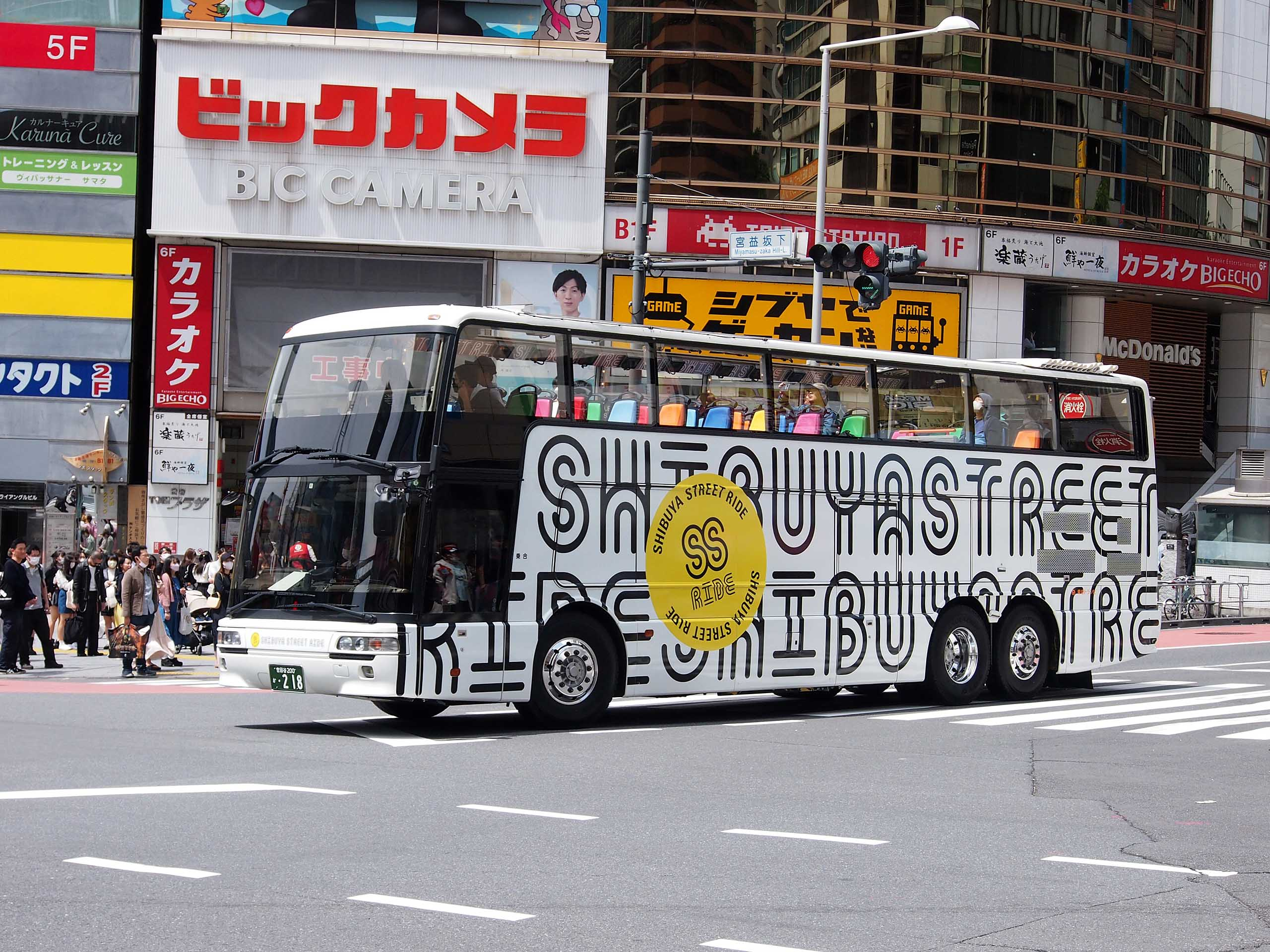
SHIBUYA STREET RIDE
三菱ふそう・エアロキング（KC-MU612TA改）

2023年3月に運行を開始した、オープントップバスによる定期観光バス。渋谷フクラスのバスターミナルを基点に渋谷・原宿・神宮外苑・表参道エリアを周回する。2023年4月28日からは東急歌舞伎町タワーと渋谷フクラスを結ぶコースも設定される。車両ははとバスのオープントップバス「オーソラミオ」として活躍した三菱ふそう・エアロキングを購入した。

この前段として、2022年9月2日の東急グループ創立100周年を記念して2022年10月8日から2022年11月27日の土曜・日曜・祝日に「渋谷オープントップバスツアー」が運行された。

## 貸切バス
| 東急トランセの貸切車 (SI2277)三菱ふそう・エアロクィーンII (KL-MS86MP)貸切塗装「マーキュリーカラー」だったが、改造と塗装変更を受け「東急トランセプレミアム」として使用されている。   |  | 東急トランセの貸切車 (SI2277)三菱ふそう・エアロクィーンII (KL-MS86MP)貸切塗装「マーキュリーカラー」だったが、改造と塗装変更を受け「東急トランセプレミアム」として使用されている。 |
| 東急トランセの貸切車 (SI2277) 三菱ふそう・エアロクィーンII (KL-MS86MP) 貸切塗装「マーキュリーカラー」だったが、改造と塗装変更を受け「東急トランセプレミアム」として使用されている。 |  | |

東急トランセの直営事業として、貸切バスの運行を行っている。

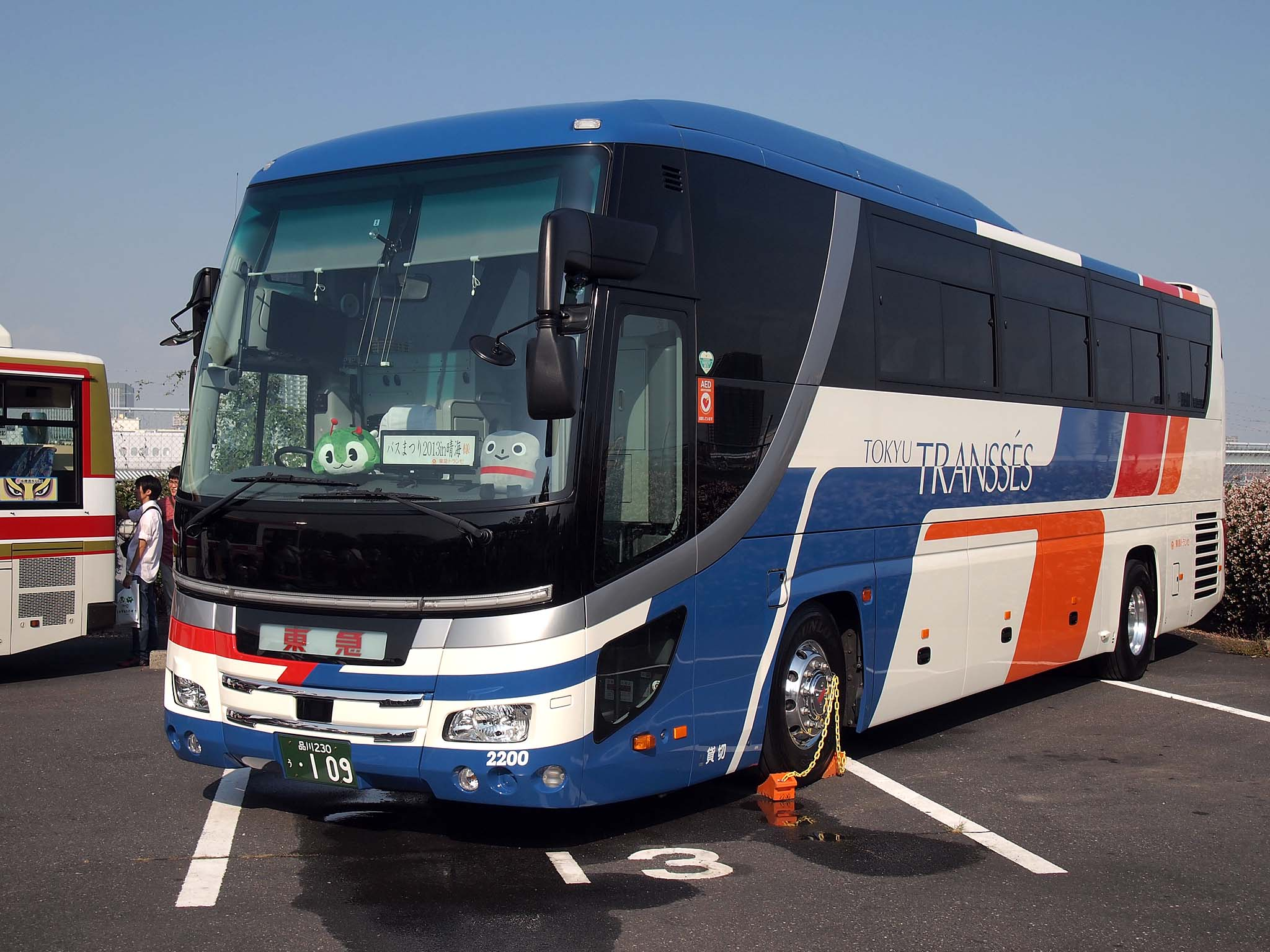
東急マーキュリーカラーの貸切車 日野・セレガSHD （瀬田営業所所属、S2200）

## 契約輸送

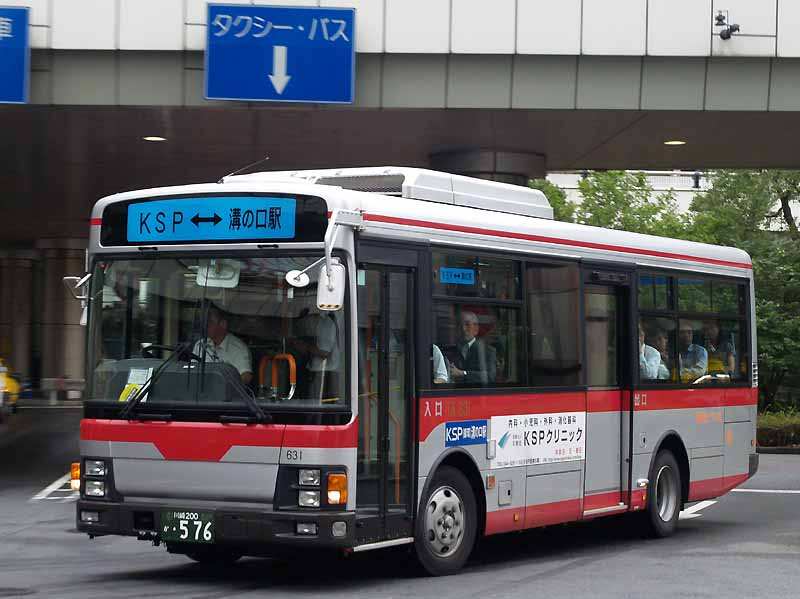
かながわサイエンスパーク送迎バス
（高津営業所所属、TA631）

高津営業所では、溝の口駅北口より、かながわサイエンスパーク（KSP）無料シャトルバス、NECプラットフォームズ関係者専用送迎バスを運行している。かながわサイエンスパークの無料シャトルバスは一般の来館者も乗車することができる（平日の始発から10時までの便は会員専用）。
専用車として東急トランセ直属の車両を所有している。これらの車両は東急バスからの委託ではないため、車体の社名表記が「東急トランセ」で、後述の楕円形のステッカーも貼られていない。
詳しくは、東急バス高津営業所#契約輸送の項を参照。

## 東急バス路線の受託運行

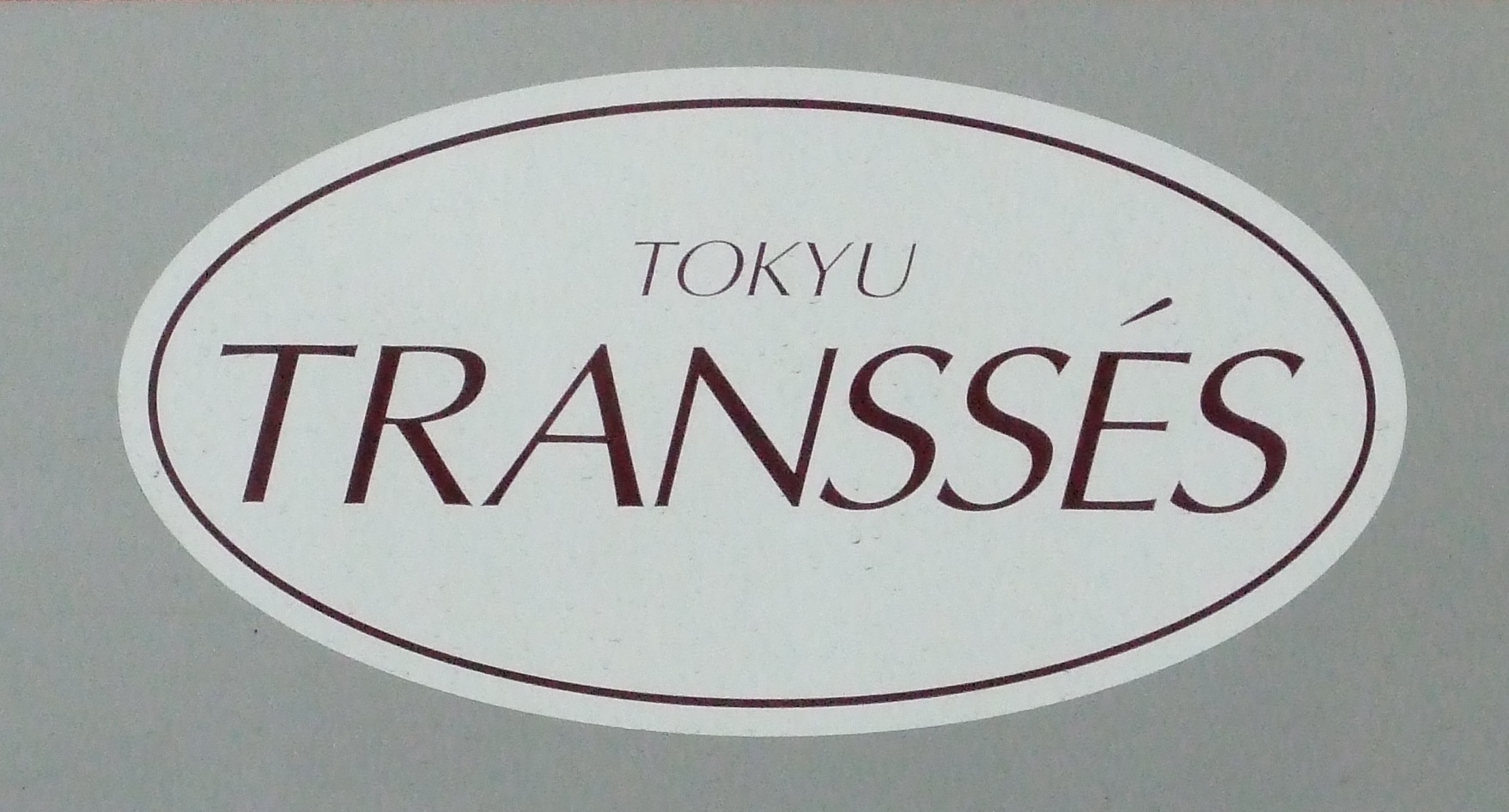
東急トランセ受託路線バスに貼られていたステッカー。現在は撤去されている。

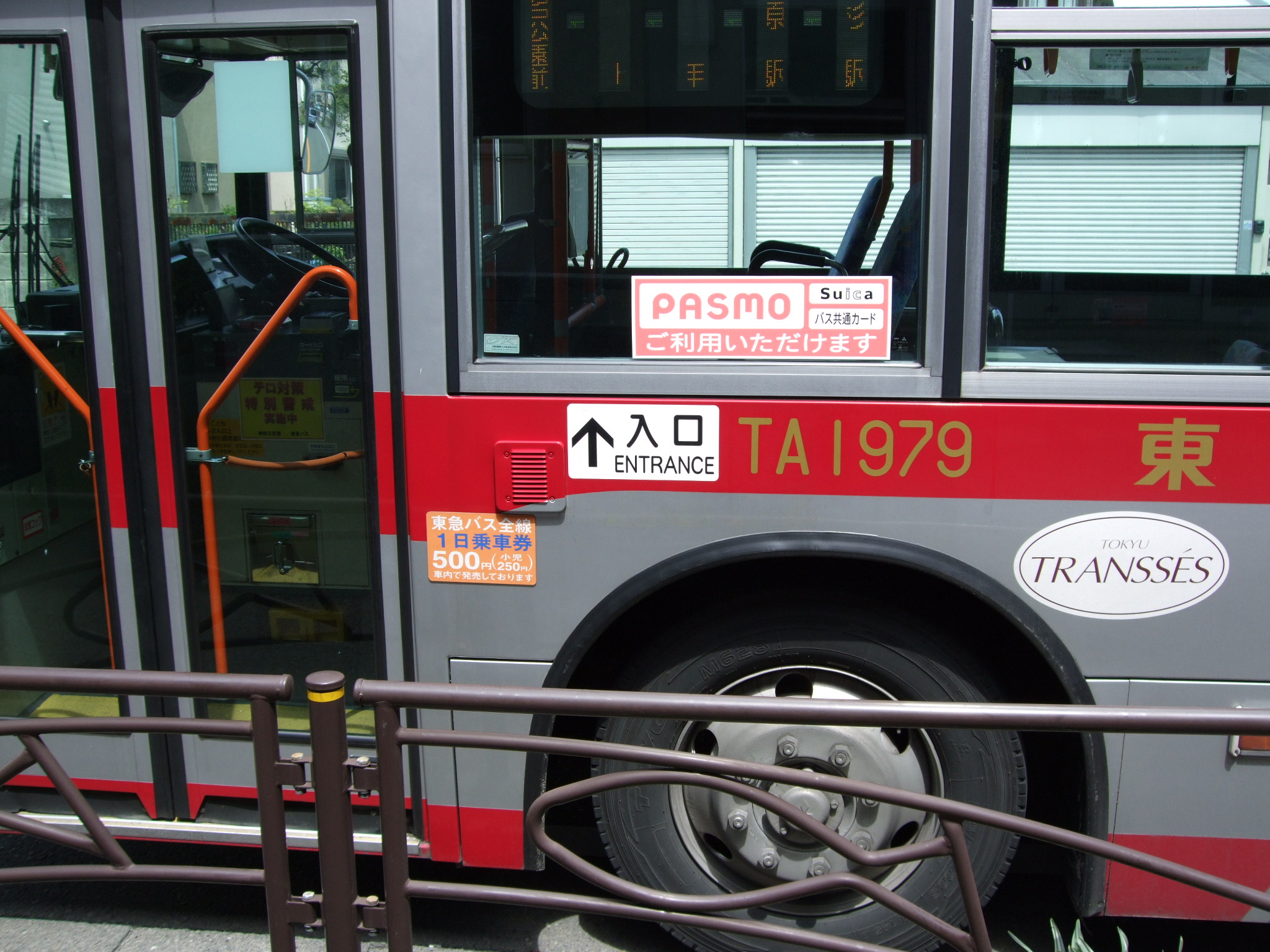
トランセステッカーが貼られた元受託車両
（高津営業所所属、TA1979、除籍済)

2024年4月で，トランセ委託営業所が東急バス直営に戻った。

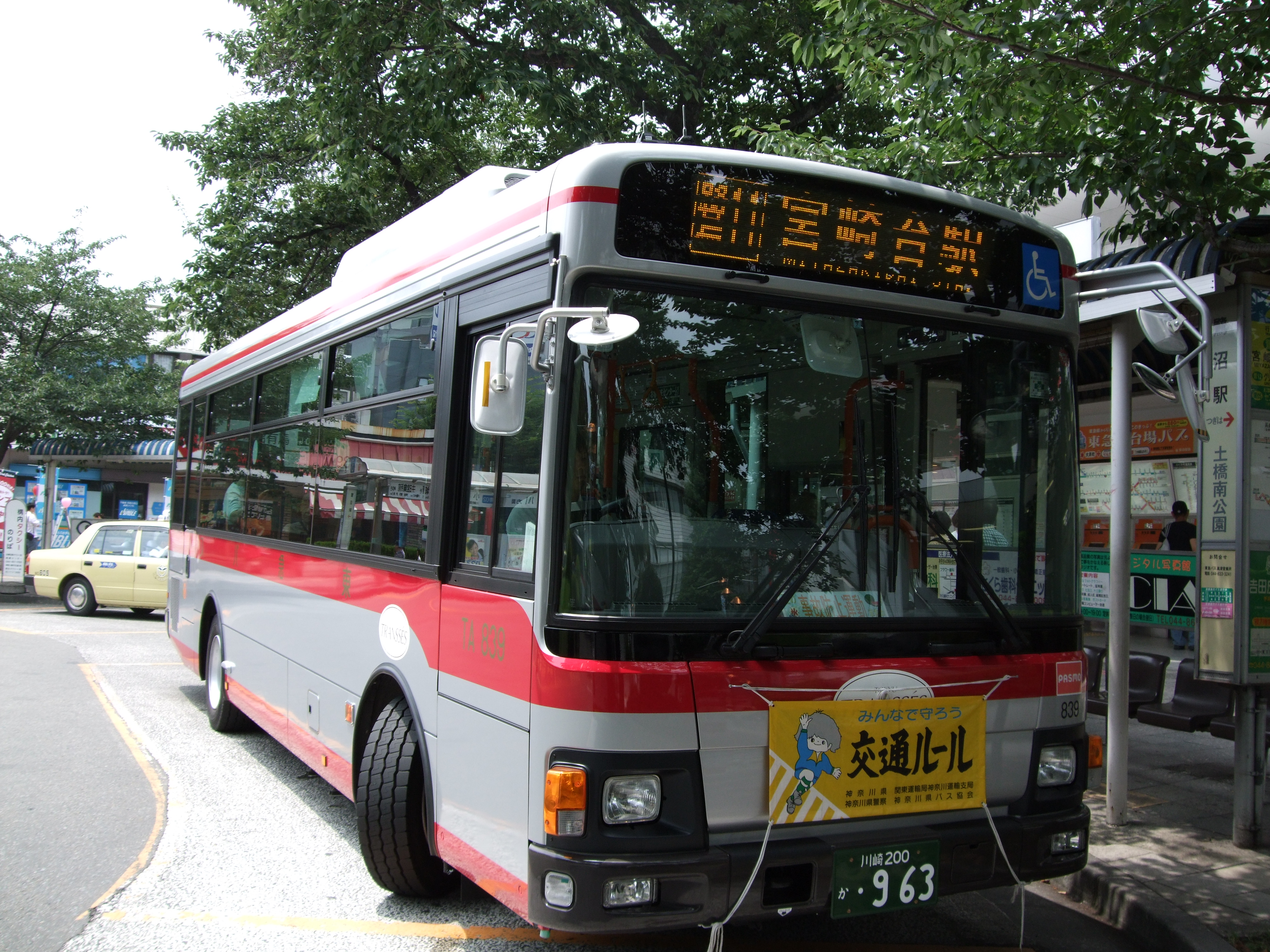
東急バスからの受託路線だった鷺11系統（高津 TA839）
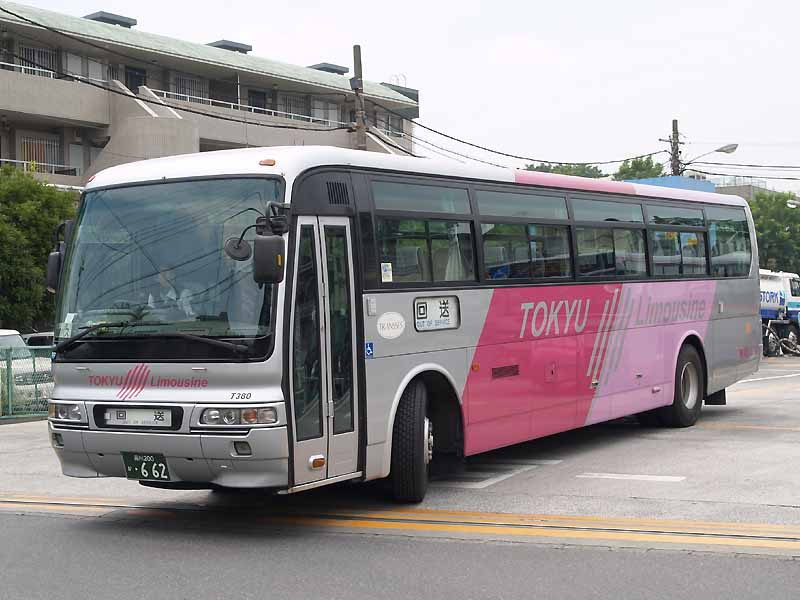
受託路線の一つだった、渋谷羽田空港線。2016年7月13日より直営（弦巻 T380、除籍済）
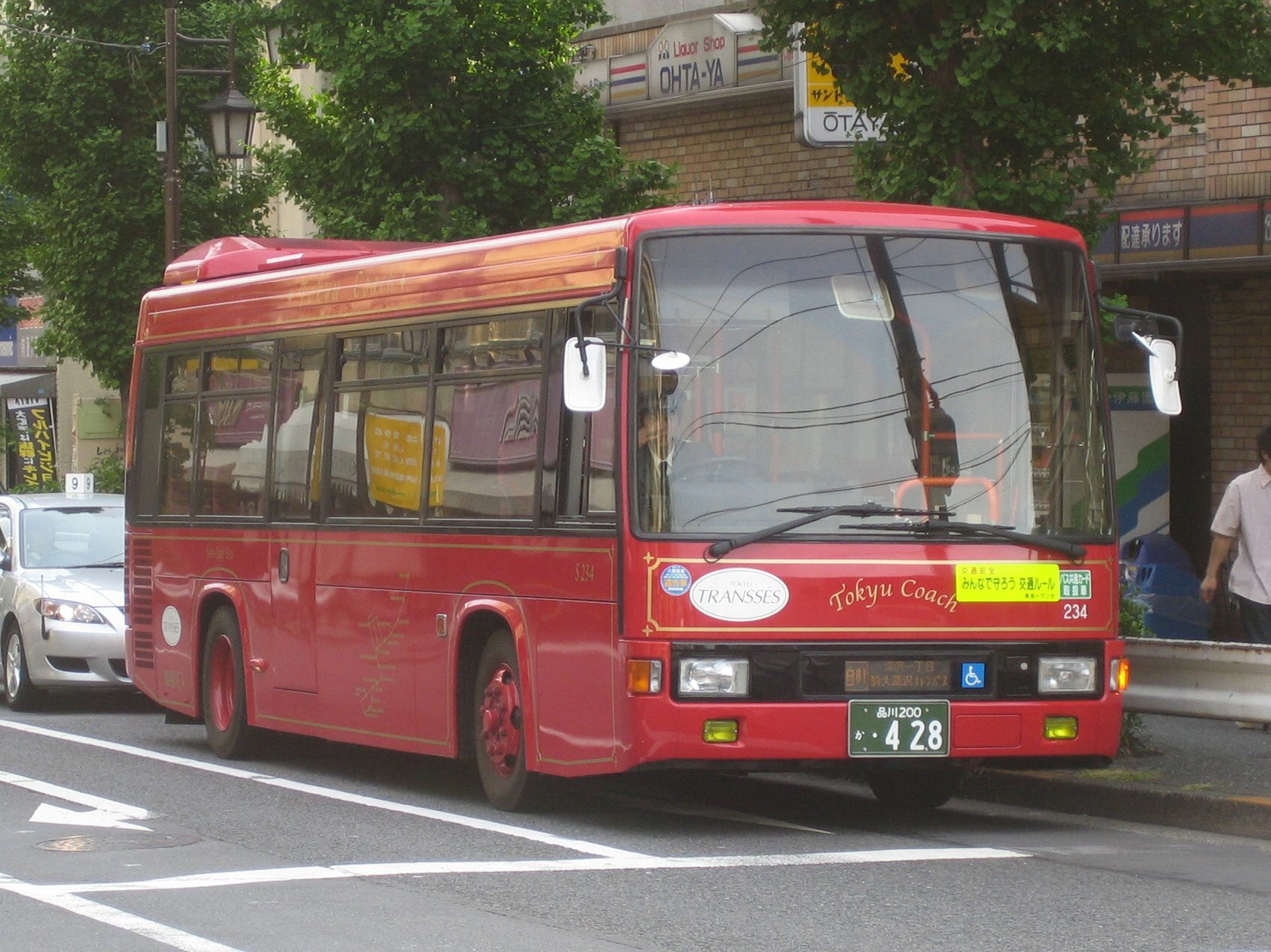
ステッカーが貼られた東急コーチ自由が丘線（瀬田 S234）※除籍済

### コミュニティバス

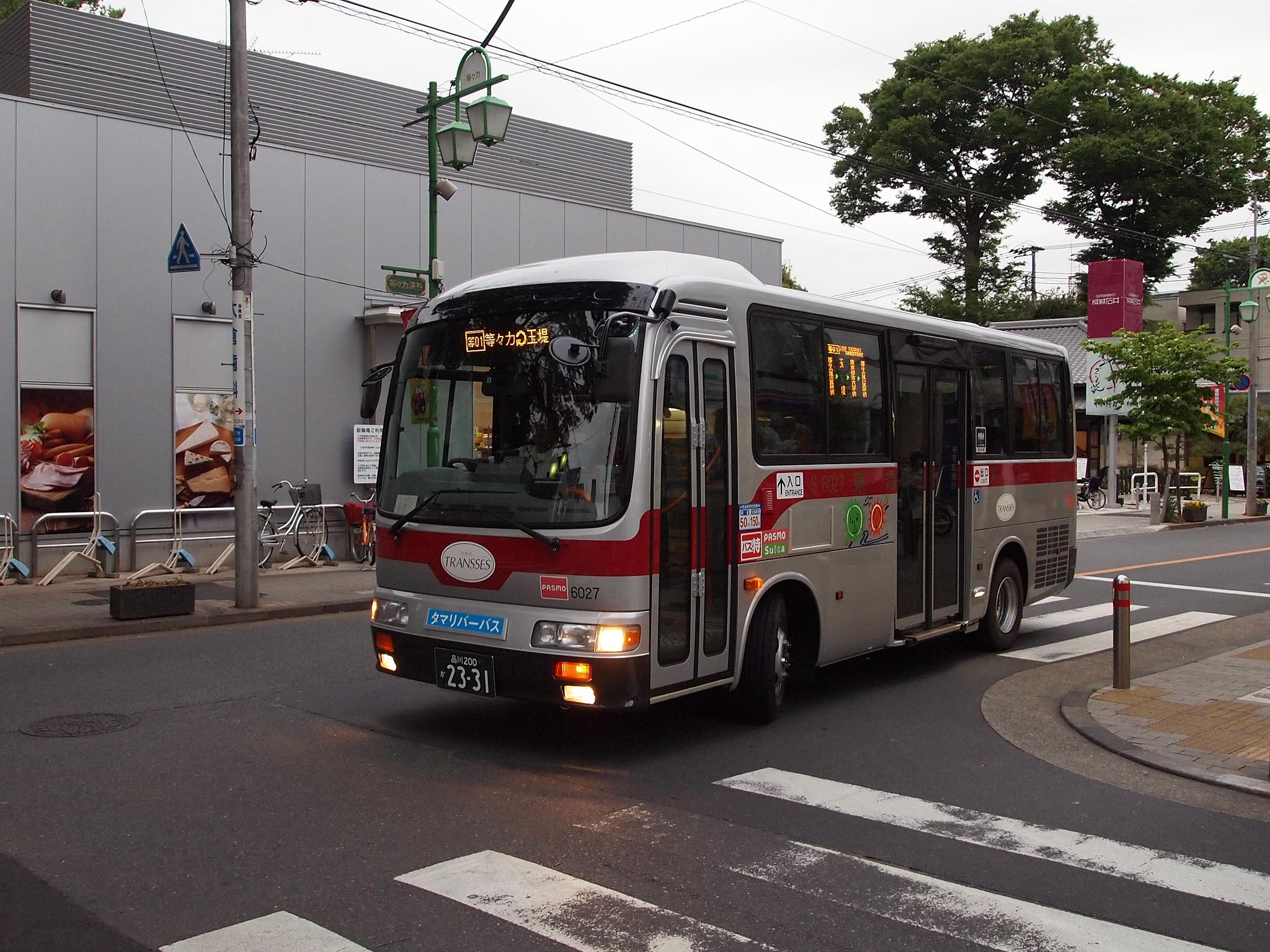
世田谷区コミュニティバス「タマリバーバス」（瀬田 S6027）

東急バスからの委託を受け、渋谷区・世田谷区のコミュニティバスの運行を行っていた。詳細は各路線および営業所の記事を参照。
- 渋谷区コミュニティバス「ハチ公バス」
  - 夕やけ小やけルート（渋谷循環線）
    - 担当：淡島営業所
    - 渋谷区役所 - 恵比寿・代官山循環
    - 2003年3月28日運行開始
    - 2003年11月16日、東急トランセ管理委託化

- - 神宮の杜ルート（代々木循環線）
    - 担当：淡島営業所
    - 渋谷駅西口 - 渋谷区役所 - 明治神宮（原宿駅） - 表参道ヒルズ - 代々木駅
    - 2021年11月1日、フジエクスプレスと共同運行開始。
    - 2021年12月16日、フジエクスプレスが撤退し、東急バス淡島営業所の単独運行となる。

- 世田谷区コミュニティバス
世田谷区公式サイトによれば、以下の3路線がコミュニティバスとして扱われていた。
  - 「タマリバーバス」(等01、玉堤循環線)
    - 担当：瀬田営業所
    - 1998年10月16日運行開始

  - 「喜多見・宇奈根・砧本村循環路線〈砧06〉及び喜多見・宇奈根地区オンデマンド輸送（予約制）」（砧06・オンデマンド輸送、宇奈根線）
    - 担当：瀬田営業所
    - 2007年4月9日運行開始
    - 2023年3月1日運行形態再編

  - 「等々力・梅ヶ丘路線」（等13、祖師谷線）
    - 担当：弦巻営業所
    - 2015年8月3日より2016年1月29日まで実証実験運行
    - 2017年1月27日より本格運行開始